# Umbo
Umbo, bürgerlich Otto Maximilian Umbehr, (* 18. Januar 1902 in Düsseldorf; † 13. Mai 1980 in Hannover) war ein deutscher Fotograf und Fotojournalist.

## Leben
Umbo studierte von 1921 bis 1923, wie viele der dort Studierenden in ausgeprägter Armut, am Bauhaus in Weimar. Er wurde dort ästhetisch stark beeinflusst durch die Grundlehre Johannes Ittens. Danach ging er nach Berlin, das in den 1920er Jahren einer der internationalen künstlerischen Brennpunkte war. Hier kam er 1926 zur Fotografie und wurde praktisch sofort mit neuartigen Porträtaufnahmen der Berliner Bohème zu einem der Begründer einer neuen fotografischen Ästhetik. In den folgenden Jahren wurden seine Fotos in verschiedenen Zeitungen und Zeitschriften gedruckt und in bedeutenden Ausstellungen gezeigt. Ende 1928 war Umbo Gründungsmitglied der Fotoagentur Dephot (Deutscher Photodienst GmbH), die bis zur Machtergreifung durch die Nationalsozialisten 1933 einen neuen Stil im Bildjournalismus prägte.
In der Zeit des Nationalsozialismus arbeitete er als Fotojournalist, hatte aber kaum noch Möglichkeiten, als Künstler in der Öffentlichkeit mit seiner Bildästhetik Resonanz zu finden. 1940 wurde er Reporter für die NS-Propagandazeitschrift Signal. Während des Zweiten Weltkriegs war Umbo Soldat. 1943 wurde sein Archiv in Berlin mit geschätzten 50.000–60.000 Negativen bei einem Bombenangriff vernichtet, so dass heute nur relativ wenige seiner Arbeiten erhalten sind. Ein Ordner mit Kontaktabzügen seiner Tanzfotografien überstand durch Zufall den Angriff und befindet sich heute im Deutschen Tanzarchiv Köln.
Nach dem Krieg zog er nach Hannover und war Fotoreporter bei der Hannoverschen Presse. An seine früheren Erfolge aus der Zeit der Weimarer Republik konnte er nicht mehr anknüpfen. Dort arbeitete er vor allem für die Kestner-Gesellschaft. Seine Vintages aus dieser Zeit sind heute selten und wieder gefragt.
Umbo gilt neben László Moholy-Nagy als der bedeutendste Fotograf aus der Bauhausschule.

## Fotografie
Für Umbos Schwarz-Weiß-Fotografie sind harte Licht-Schatten-Kontraste sowie ungewöhnliche Perspektiven und Ausschnitte charakteristisch. Mit ihrer Expressivität und poetischen Sichtweise setzen sie sich von der neusachlichen Hauptströmung innerhalb der deutschen Fotokunst in den 1920er Jahren ab, wie sie durch August Sander, Albert Renger-Patzsch oder Karl Blossfeldt vertreten wird. Das Hauptthema seiner Arbeiten ist die Großstadt, die er aus der Sicht des Flaneurs porträtiert. Zu seinem Werk gehören ebenfalls Fotomontagen und -collagen.

## Ausstellungen (Auswahl)
- 1928: Neue Wege der Photographie, Jenaer Kunstverein
- 1928: Umbo, Porträts, Toppkeller, Berlin
- 1928/1929: Umbo, Hallo – Dein Gesicht, Lokal Die Lunte, Berlin
- 1929: Fotografie der Gegenwart, Museum Folkwang, Essen (weitere Stationen: Galerie Neumann-Nierendorf, Berlin; Kestner-Gesellschaft, Hannover; Lichthof des Neuen Rathauses, Dresden; Ausstellungsgebäude am Adolf-Mittag-See, Magdeburg; Kunstverein Rostock)
- 1929: Internationale Ausstellung des Deutschen Werkbunds „Film und Foto“, Stuttgart (weitere Stationen: Zürich, Berlin, Danzig, Wien, Agram)
- 1930: Das Lichtbild – Internationale Ausstellung, München (weitere Stationen: Essen, Düsseldorf, Dessau, Breslau)
- 1932: Modern European Photographers, Julien Levy Gallery, New York
- 1933: Die Kamera – Ausstellung für Fotografie, Druck und Reproduktion, Hallen des Berliner Messeamts, Berlin (weitere Station: Stuttgart)
- 1968: 50 Jahre Bauhaus, Württembergischer Kunstverein, Stuttgart
- 1969: Die Fotomontage, Geschichte und Wesen einer Kunstform, Ingolstadt (weitere Station: Städtische Kunstgalerie, Bochum)
- 1978: Paris – Berlin 1900-1933, Rapports et Contrastes France – Allemagne, Centre National d’Art et de Culture Georges Pompidou, Paris
- 1979: Umbo, Fotografien 1925-1933, Kunstmuseum, Hannover
- 1979: Fotografie als Kunst 1879-1979, Kunst als Fotografie 1949-1979, Tiroler Landesmuseum, Innsbruck (weitere Stationen: Linz, Graz, Wien)
- 1979: Umbo, Fotografien 1927-1930, Galerie Rudolf Kicken, Köln
- 1980: Avantgarde-Photography in Germany 1919-1939, San Francisco Museum of Modern Art
- 1982: Bauhaus-Photographien, Galerie Rudolf Kicken, Köln
- 1983: Bauhausfotografie, Institut für Auslandsbeziehungen, Stuttgart
- 1984: Umbo – Fotografien nach 1945, Galerie Lichtblick, Köln
- 1987: Umbo – Fotografien nach 1945, Galerie Fotohof, Salzburg
- 1988: Stationen der Moderne, Die bedeutendsten Kunstausstellungen des 20. Jahrhunderts in Deutschland, Berlinische Galerie, Martin-Gropius-Bau, Berlin
- 1989: On the Art of Fixing a Shadow, One Hundred and Fifty Years of Photography, National Gallery of Art, Washington D. C.
- 1994: Photography at the Bauhaus, Tel Aviv Museum of Art
- 1995: Portraits in Modernism, Metropolitan Museum of Photography, Tokyo
- 1995: Umbo, Vom Bauhaus zum Bildjournalismus, Kunstverein für die Rheinlande und Westfalen, Düsseldorf (weitere Stationen: Bauhaus-Archiv, Berlin; Jahrhunderthalle Hoechst, Frankfurt am Main; Haus der Kunst, München; Centre national de la photographie, Paris; Kestner-Gesellschaft, Hannover; Kunstmuseum Bern)
- 2000: Umbo, Kicken Berlin
- 2002: Das zweite Gesicht – Metamorphosen des fotografischen Porträts, Deutsches Museum, München
- 2004: Carte Blanche à Kicken Berlin, Musée de la Photographie et de l’Image, Nice
- 2005: Portrait im Aufbruch / Portraits of an Age, Albertina, Wien, und Neue Galerie, New York
- 2007: Foto, Modernity in Central Europe, 1918-1945, National Gallery of Art, Washington D. C.
- 2009: Umbo 1952, Kicken Berlin
- 2014: RealSurreal, Masterpieces of Avant-Garde Photography, Das Neue Sehen 1920-1950, Siegert Collection, Kunstmuseum Wolfsburg
- 2014: Object Photo, Modern Photographs from the Thomas Walther Collection, The Museum of Modern Art, New York
- 2016: The Radical Eye, Modernist Photography from the Sir Elton John Collection, Tate Modern, London
- 2016: 130% Sprengel, Nachlass UMBO, Sprengel Museum, Hannover
- 2017: Made in Germany, German Photography from the 19th Century until Today, Shanghai Centre of Photography
- 2019: Umbo, Fotograf, Sprengel Museum, Hannover; anschließend (2020) Berlinische Galerie